# Henk Hoogeveen
Henk Hoogeveen – holenderski kierowca wyścigowy.

## Kariera
W wyścigach samochodowych Hoogeveen poświęcił się głównie startom w wyścigach samochodów sportowych. W 1950 roku Holender odniósł zwycięstwo w klasie S 750 24-godzinnego wyścigu Le Mans, a w klasyfikacji generalnej był 21.